# Fernando Guerrero Ramírez
Fernando Guerrero Ramírez (Ciudad de México, México, 14 de septiembre de 1981) es un exárbitro del fútbol mexicano que arbitró en la Primera División de México.

## Trayectoria
Debutó como árbitro profesional el 26 de agosto de 2007 en el duelo entre Petroleros de Salamanca y Deportivo Tapatío.
El 13 de marzo de 2016 pitó el clásico del fútbol mexicano entre Guadalajara y América, donde tuvo una polémica actuación.
Debido a la ausencia de Roberto García Orozco por ir a Copa América, fue el encargado de pitar la final entre Monterrey y Pachuca del Clausura 2016.
En el Clausura 2019, árbitro el partido Monterrey - América, correspondiente a la Jornada 4, donde tuvo una polémica actuación, marcando expulsiones polémicas, sacando a dos jugadores por bando (4 en total), además de marcar un dudoso penal a favor de los Rayados, con el que se abrió el marcador. Dicho partido le costó a las Águilas del América perder el invicto de 23 partidos sin perder, el resultado fue Rayados 3:2 América.
A mediados de septiembre de 2016 se confirmó que pitará en la SuperLiga de India, siendo asignado por la Federación Mexicana de Fútbol, donde se encontrará con compatriotas como Aníbal Zurdo, entre otros.
Debutó en dicha liga en el partido entre los equipos ATK y Chennaiyin FC, solo estuvo 2 semanas.

### Torneos de selecciones
Ha arbitrado en los siguientes torneos de selecciones nacionales:
- Clasificación de Concacaf para la Copa Mundial de Fútbol
- Copa Oro de la Concacaf
- Copa Centroamericana
- Campeonato Sub-20 de la Concacaf
- Copa Mundial de Fútbol Sub-20 en el 2019 en Polonia[16]
- Copa Mundial de la FIFA Catar 2022.

### Torneos de clubes
Ha arbitrado en los siguientes torneos de internacionales de clubes:
- Liga de Campeones de la Concacaf
- Liga Concacaf
- Copa Libertadores de América
- Copa Mundial de Clubes de la FIFA